# Jan Frans Vonck
Jan Frans Vonck (29. november 1743 i Baardegem – 1. december 1792 i Lille) var jurist og en af lederne i den Brabantiske revolution 1789-1790. Revolutionen endte den 11. januar 1790 med at den sydlige del af Nederlandene blev erklæret selvstændig som  Belgiens forenede stater (Etats Belgiques Unis). Vonck ledede den gruppering, som kaldtes  Vonckisterne. De var inspireret af den franske revolution og krævede afskaffelse af adelen og kirkens privilegier til fordel for en centralt ledet stat. 

## Unge år
Jan Frans Vonck var født i Baardegem som søn af et velhavende ægtepar af bønder, Jan Vonck og Elisabeth van Nuffel. Han havde en bror, som senere blev præst, Benedictus Hieronymus samt tre søstre: Maria Anna Josepha, Anna Margaretha og Maria Theresia. Vonck studerede humaniora på jesuitternes skole i Bruxelles. Senere kom han på gymnasium i Geel. Fra 24. januar 1763 studerede han jura i Leuven. Efter sin eksamen grundlagde han en succesfuld karriere som advokat.

## Brabantiske revolution
Under den brabantiske revolution arbejdede Vonck i starten sammen med Hendrik Van der Noot og hans gruppering "Statisterne". I løbet af revolutionen blev Hendrik van der Noot Voncks' modstander, da  Van der Noot stræbte efter at genetablerede de gamle privilegier såsom "Blijde Inkomst". Vonck var derimod påvirket af udviklingen i Frankrig, og stræbte efter færre privilegier. Han talte for mere demokrati og adskillelse mellem den lovgivende, udøvende og dømmende magt. Vonck formulerede sine idder i Considérations impartiales sur l'état actuel du Brabant, som udkom i januar 1790. Vonck ville reformere de eksisterende strukturer frem for at skabe en Assemblee nationale som ved den franske revolution. Vonck ønskede at udvide valgretten til generalstænderne så også den højere middelstand fik valgret. Van der Noot ønskede at bevare adelens og kirkens privilegier. Han betragtede Vonck som farlig og begyndte at forfølge ham på linje med andre modstandere. Voncks hus blev plyndret. Den 17. marts 1790 måtte gå under jorden i Bruxelles. Sammen med nogle kammarater flygtede Vonck til Frankrig, hvor han endte i Lille. Vonck fik et pas under navnet Van Nuffel – hans mors navn. I Frankrig oversatte han sine Considerations til hollandsk: Onzeydige Aenmerkingen over den tegenwoordige ghesteltenis van Brabant og han tilføjede en Kort historisch verhael tot inleyding uytgegeven door den advocaat Vonck. Kort efter døde han i Lille.

## Voncks nathue
Vonck blev begravet i den landsby hvor han var blevet født, i Baardegem ved Aalst. Hans grav blev senere genfundet ved et tilfælde. Under en udgravning i 1923 fandt en graver en blykiste. I kisten lå  Voncks skelet, hans paryk og en velbevaret nathue. Nathuet opbevares siden da omhyggeligt i byens arkiv og der står et monument over hans grav. Han testamenterede penge til de fattige i sognet og lod indstifte et stipendie, som stadig findes og administreres af provinsen Østflandern. 

## Eksterne kilder
- Ron Vonck  (Webside ikke længere tilgængelig)
- www.dbnl.nl
- Website Aalst